# Laurens van Rooyen
Laurens Johannes (Laurens) van Rooyen (Utrecht, 27 maart 1935 – Breukelen, 21 maart 2024) was een Nederlandse pianist en componist. Hij werkte samen met Herman van Veen in het theater. Hij componeerde een groot aantal stukken voor piano en schreef de muziek voor verschillende films. Over zijn ervaringen als musicus schreef hij twee boeken.

## Biografie
Laurens van Rooyen werd geboren als oudste zoon van een kruidenier. Na het gymnasium studeerde hij aan het Conservatorium van Utrecht bij onder meer Sas Bunge. Hij ontmoette er Herman van Veen (ook leerling van Bunge), met wie hij in 1966 het Harlekijn Muziektheater oprichtte. Van Rooyen en Van Veen componeerden liedjes en traden samen op.
In 1976 kwam Van Rooyens eerste soloalbum uit: Kaleidoskoop. Sindsdien werkte hij als componist en solist samen met verschillende platenmaatschappijen. Eind jaren 70 componeerde hij de muziek voor de film Rembrandt fecit 1669 van Jos Stelling. Later kwamen daar nog bij de composities voor Een vrouw als Eva (1979), Lieve jongens (1980) en Een vlucht regenwulpen (1981). In de jaren 90 was hij ook betrokken bij de productie van verschillende Nederlandse films.
In 1978 maakte hij een tour door Nederland en België met onder meer gitarist Jan Akkerman. Later, in 1988, vormde hij samen met Louis van Dijk, Tonny Eyk, Pim Jacobs, Pieter van Vollenhoven en Daniël Wayenberg het gezelschap Gevleugelde Vrienden. Zij gaven meer dan vijfenveertig concerten door heel Nederland.
Sinds de eeuwwisseling gaf Van Rooyen als pianist regelmatig concerten in kastelen en koetshuizen aan de Vecht. Hij speelde ook bij jubilea en andere gelegenheden. In 2004 kreeg hij de opdracht een compositie te schrijven ter gelegenheid van het 750-jarige bestaan van de Dom van Utrecht. Ook ging hij de theaters in met De Verdwenen Minnares (2005), een muzikale ode aan de romantiek. Samen met Geert Huinink maakte hij de dance opera Orfeo. Deze ging in première bij de opening van Amsterdam Dance Event in 2005. Van Rooyen heeft twee boeken geschreven. Het meest recente, in 2015, is Beethoven was ook een zzp’er.
Van Rooyen overleed op 21 maart 2024 op 88-jarige leeftijd, zes dagen voordat hij 89 zou zijn geworden.

## Onderscheidingen en prijzen
Van Rooyen won in 1983 de Gouden Harp van Stichting Buma Cultuur. In 2014 kreeg Laurens van Rooyen een Koninklijke onderscheiding: Ridder in de Orde van de Nederlandse Leeuw.

## Discografie

### Zuid-Korea
| Album                                                                             | Jaar van verschijnen | Producent               |
| --------------------------------------------------------------------------------- | -------------------- | ----------------------- |
| As You Like It                                                                    | 2015                 | Musicmine Records Seoul |
| Green Valley                                                                      | 2015                 | Musicmine Records Seoul |
| In A Classical Mood                                                               | 2015                 | Musicmine Records Seoul |
| Love Songs In Spring                                                              | 2015                 | Musicmine Records Seoul |
| My Favourite Filmthemes                                                           | 2015                 | Musicmine Records Seoul |
| Mysterious Songs                                                                  | 2015                 | Musicmine Records Seoul |
| Pianoconcert in C Major                                                           | 2015                 | Musicmine Records Seoul |
| Rembrandt, film music about the life of the great Dutch painter of the Golden Age | 2015                 | Musicmine Records Seoul |
| Rêverie                                                                           | 2015                 | Musicmine Records Seoul |
| Scarlatti And Friends                                                             | 2015                 | Musicmine Records Seoul |
| Stella Maris                                                                      | 2015                 | Musicmine Records Seoul |
| Symphony Of Wine, the story of famous French wine                                 | 2015                 | Musicmine Records Seoul |
| The Music Of Water                                                                | 2015                 | Musicmine Records Seoul |
| The Piano                                                                         | 2015                 | Musicmine Records Seoul |
| The Romantic Piano                                                                | 2015                 | Musicmine Records Seoul |
| Touchstone                                                                        | 2015                 | Musicmine Records Seoul |
| Trance From A Distant Land                                                        | 2015                 | Musicmine Records Seoul |

### Japan (releases 2011-2016)
| Album           | Jaar van verschijnen | Producent                      |
| --------------- | -------------------- | ------------------------------ |
| Rêverie         | 2011                 | Victor Entertainment JVC Tokyo |
| As You Like It  | 2015                 | Victor Entertainment JVC Tokyo |
| My Green Planet | 2016                 | Victor Entertainment JVC Tokyo |

### Europa (releases 1976-2016)
| Album                                                                                        | Jaar van verschijnen | Producent       |
| -------------------------------------------------------------------------------------------- | -------------------- | --------------- |
| Kaleidoskoop                                                                                 | 1976                 | CBS             |
| Muziek Van Hollandse Meesters Uit De Tijd Van Rembrandt (original Motion Picture Soundtrack) | 1977                 | CBS             |
| Laurens van Rooyen & Scarlatti                                                               | 1977                 | CBS             |
| Mysteries                                                                                    | 1978                 | CBS             |
| Silly Symphony                                                                               | 1979                 | CBS             |
| Collage                                                                                      | 1980                 | Philips         |
| Rêverie                                                                                      | 1980                 | Philips         |
| Flowers For A Lady                                                                           | 1981                 | Philips         |
| Een Vlucht Regenwulpen                                                                       | 1981                 | Philips         |
| Misty: A Romantic Piano Concerto                                                             | 1982                 | CBS             |
| Just A Simple Lovesong                                                                       | 1983                 | Philips         |
| Brandende Liefde                                                                             | 1983                 | Philips         |
| Falling In Love                                                                              | 1984                 | Philips         |
| Songs For Piano                                                                              | 1984                 | Philips         |
| Portrait                                                                                     | 1985                 | CBS             |
| Golden Highlights Vol. 23                                                                    | 1985                 | CBS             |
| Bordeaux Suite                                                                               | 1988                 | Rêverie Records |
| Serenata                                                                                     | 1989                 | Mercury         |
| From Laurens With Love                                                                       | 1990                 | Mercury         |
| Visage                                                                                       | 1992                 | Mercury         |
| Rêverie 2                                                                                    | 1994                 | Columbia        |
| Traveller                                                                                    | 1995                 | Columbia        |
| Affair Play                                                                                  | 1995                 | Columbia        |
| Dichter Bij Water                                                                            | 1997                 | Oreade Music    |
| Serengeti Symphony                                                                           | 1998                 | SOM             |
| The Piano                                                                                    | 2001                 | SIL             |
| The Romantic Piano                                                                           | 2011                 | SIL             |
| Pianoconcert in C groot                                                                      | 2011                 | SIL             |

### Boeken
- Brieven aan een wonderkind – bespiegelingen over muziek, geluk, succes, glamour en het betrekkelijke van dit alles, Het Spectrum, 1993. ISBN 90 274 3436 0
- Beethoven was ook een zzp'er, Leporello Uitgevers, 2015. ISBN 978 90 79624 14 0

### Pianoboeken
- Water
- Flowers for a lady (Never Say Goodbye, Flowers For a Lady, Sunset Serenade, Friendship, To Love You Is To Live, Reflections, Strawberries for Breakfast, Only Then, Mother and Son, Tea With Claire)
- Inspiration
- La Grande Parade
- Visage
- Traveller
- Play it Easy (Play It Easy, I’ve No Time Today, The Moon Is A Balloon, On Top Of The World, Three Generations, The Tango, Blues For Charlotte, The Last Waltz, Sunshine)
- Rêverie 1, 2
- Serenata
- Songs for Piano

## Orkestmuziek
- De Geest van Laat Maar Waaien, een symfonisch sprookje over jongeren en milieu, met tekst van Robert Long.
- De Verdwenen Minnares, een theatervoorstelling met zang en dans van Sanna Dia en Sonja Volten.
- De Domcantate, ter gelegenheid van 750 jaar Dom op tekst van Ina Brouwer. De cantate werd uitgevoerd met medewerking van het Toonkunstkoor te Utrecht en Henk Westbroek als verteller.
- De Rabocantate, een bijzondere opdracht ter gelegenheid van het afscheid van Rabotopman Ko van der Maas. Tekst: Ina Brouwer mmv Toonkunstkoor en verteller Henk Westbroek.
- Dance Opera Orfeo, een cross-over van dance, klassieke muziek en opera. Uitgevoerd met medewerking van de dancegroep ISH en verteller Porgy Franssen. Première oktober 2005, als opening van het Amsterdam Dance Event.
- De Bosporus Suite, een coproductie met Stichting Kulsan die Turkse klassieke muziek in de theaters brengt. Van Rooyen betrok in de compositie de oude Turkse en Griekse instrumenten: de Ney en de Oed.
- Let’s Twitter, een symfonie in opdracht van Achmea dat werd uitgevoerd bij het congres de Pensioen Expeditie op 21 november 2012 in samenwerking met het Amsterdams Studenten Orkest. Een eenvoudig arrangement zal in 2013 worden gemaakt voor het Amsterdamse Leerorkest.

## Filmmuziek
- Een Vlucht Regenwulpen
- Rembrandt fecit 1669
- Eline Vere
- Een vrouw als Eva
- Dance Opera Orfeo
- Serengeti Symphonie
- Brandende Liefde
- Mysteries
- Lieve jongens
- Affair Play

## Muziektheater
Voor Menthol, een musical uit 2016 die ontstond uit een compositieopdracht, werkte Van Rooyen samen met de jonge componist Paul Maaswinkel. Menthol vertelt het verhaal van de dynamische pionier Joseph Sylvester, de eerste donkere man in Hengelo, die in de roaring twenties trouwde met het mooiste meisje van de stad. Van Rooyen vertaalt in deze eclectische muziek diens boodschap van het leven, van avontuur, van humor en niet klein te krijgen zijn.

## Radio
De muziek van Laurens van Rooyen is regelmatig te horen op radiostations in de Verenigde Staten, Japan, Zuid-Afrika en Australië. Het Japanse programma Radio Midnight Express (vergelijkbaar met Met het Oog op Morgen) laat dagelijks ‘Imaginary Landscapes’ als herkenningstune horen.